# Kordofán
Kordofán (a veces denominado Kurdufán) es una antigua provincia en el centro del Sudán.
Desde 2005, se divide en los estados de Kordofán del Norte y Kordofán del Sur, tras la reforma que hizo desaparecer el estado de Kordofán del Oeste (nacido en 1994).

## Geografía
Kordofán tiene una extensión de 376.145 km²; y una población estimada en 2000 de 3,6 millones de habitantes. Es en gran parte una llanura ondulada, con los montes Nuba al sudeste. Durante la estación de lluvias, entre junio y septiembre, la región es fértil, pero en la estación seca es un desierto. La principal ciudad de la región es El Obeid.

## Economía y demografía

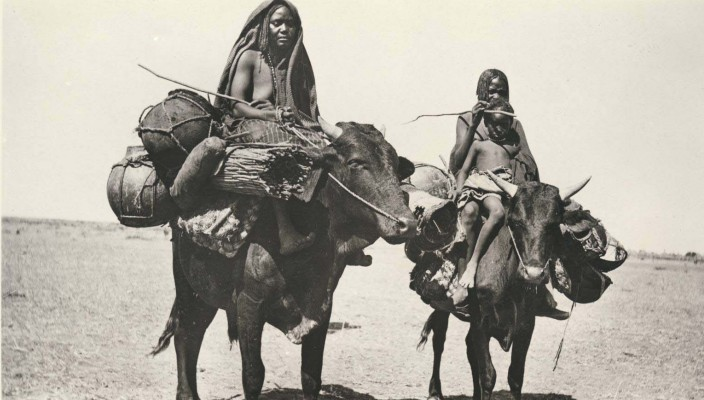
Mujer y niños viajando en Kordofán a principios del.

Tradicionalmente, la región es célebre por su producción de goma arábiga. Otros cultivos son el cacahuete, el algodón, y el mijo. Los principales grupos étnicos son de lengua árabe, como los Dar Hamid, Kawahla, Hamar, Bedairiah, Joamaah y Rekabeiah. Otros grupos étnicos, como los nuba (en el sur), los shilluk, y los dinka, también pueblan partes de la región. Las grandes áreas de pastos las usa la población de lengua árabe, y seminómadas baggara y los ganaderos de camellos kababish.
Las lenguas kordofanas (lenguas autóctonas del Kordofán) sólo se hablan en una minoría de la población en el Kordofán meridional y son típicas de la región, así como las lenguas kadu.

## Historia

### Antes de 1840
Según escribe Ignaz Pallme en su libro Kordofan —publicado en 1843—, en 1779 el rey de Sennar mandó al jeque Nacib con dos mil jinetes a apoderarse de Kordofán. La región permaneció durante casi cinco años bajo el gobierno de Sennar. Durante este período se desarrolló una constante inmigración de árabes y nativos de Sennar y de Dongala, y también florecieron la agricultura y el comercio. 
Luego, el sultán de Darfur empezó a interesarse por Kordofán y organizó una campaña militar que expulsó al rey de Sennar de esa región de modo definitivo. Kordofán permaneció bajo el mando del sultán de Darfur hasta 1821. Durante estos años la región fue próspera; los habitantes vivieron en paz y sin estar sometidos a impuestos; los mercaderes en particular fueron eximidos de todo tipo de tasa y el tributo pagado era un homenaje voluntario al sultán. En este período se construyó Bara, la segunda ciudad comercial por importancia de los dongalavos y el comercio se extendió en todas las direcciones, desde Abisinia y Egipto hasta Lobeid y Bara, y desde aquí hacia otros países de África.
Este estado de prosperidad terminó en 1821 cuando Mehmet Alí, virrey otomano de Egipto, envió a Muhammed Bey (un defterdar) con unos 4500 soldados y ocho cañones a conquistar Kordofán. El monopolio sobre el comercio y las tasas, impuestas por los nuevos gobernantes, impidieron el comercio en general y todo tipo de iniciativa libre.

### Después de 1840
En 1883 el Mahdi conquistó El Obeid tras su levantamiento en 1881. El gobierno egipcio envió un ejército desde El Cairo bajo el mando del general británico William Hicks, que cayó en una emboscada y fue aniquilado en las cercanías de Sheikan al sur de El Obeid. Tras la reconquista británica de 1898, Kordofán se anexionó a las otras provincias sudanesas. En noviembre de 1899 fue definitivamente derrotado el continuador de Mahdi, Abdallahi ibn Muhammad, en la Batalla de Umm Diwaykarat.

### Reciente
En 1994 se dividió en tres nuevos estados federales: Shamal Kurdufan (Kordofán del Norte), Janub Kurdufan (Kordofán del Sur) y Gharb Kurdufan (Kordofán del Oeste). En agosto de 2005, se abolió el estado de Kordofán del Oeste y su territorio fue repartido entre los de Kordofán del Norte y Kordofán del Sur, como parte de la implementación del acuerdo de paz entre el gobierno sudanés y el Movimiento de Liberación del Pueblo de Sudán. En junio de 2011, Amnistía Internacional advirtió de una crisis humanitaria debido a combates entre las Fuerzas Armadas de Sudán y elementos del Ejército de Liberación Popular de Sudán de Sudán del Sur.

## Exploraciones
Ignaz Pallme  Archivado el 24 de septiembre de 2006 en Wayback Machine. (Steinschönau 1 Feb. 1807 - Hainburg, Viena, 11 Jun. 1877), un comerciante germano-bohemio, emprendió un viaje de exploración en Kordofán a finales de 1837, por mandato de una empresa comercial de El Cairo, con la esperanza de descubrir nuevas vías de comunicación y posibilidades de intercambios comerciales con África central. 
Para llevar a cabo esta exploración, pasó en la región un período (1837-1839) mayor que cualquier europeo antes que él; las informaciones recogidas sobre el estado de esta región en particular y del Sudán en general, pueden ser consideradas las de mayor credibilidad de la época. Antes de Ignaz Pallme solo unos pocos viajeros habían visitado esta región y publicado sus observaciones. De hecho, casi la mitad de los lugares mencionados en el libro de Pallme (#) son inencontrables en los mapas geográficos de la época. 
El libro Descripción de Kordofán y algunos países limítrofes, escrito por Ignaz Pallme, está a disposición de los investigadores en la Biblioteca Nacional Austríaca  (Signat 393870 B, Band 24) en Viena. Escrito a modo de notas recogidas durante su estancia en Kordofán, el libro describe esta provincia y algunas zonas limítrofes, analizando la situación comercial, los usos y costumbres de sus habitantes, y rinde cuentas de la captura de esclavos durante el gobierno de Mehemet Ali.